# Außenministerium Chiles
Das Ministerium für Auswärtige Angelegenheiten Chiles (span. Ministerio de Relaciones Exteriores de Chile), umgangssprachlich auch als „Kanzlei“ bezeichnet, ist ein chilenisches Staatsministerium, das für die Planung, Leitung, Koordinierung, Ausführung, Kontrolle und Berichterstattung der vom Präsidenten der Republik festgelegten Außenpolitik verantwortlich ist. Es ist unmittelbar dem Präsidenten untergeordnet und wird vom Außenminister geleitet, der direkt vom Präsidenten ernannt und von diesem während seiner Amtszeit jederzeit abberufen werden kann.

## Geschichte
1812 wurde das Sekretariat für Außenbeziehungen der Nationalen Regierungsjunta (Primera Junta Nacional de Gobierno) offiziell gegründet. Manuel de Salas wurde am 3. November desselben Jahres zu seinem ersten Sekretär ernannt. Diese Institution war bis 1814 in Betrieb und wurde nach der Schlacht von Rancagua während der chilenischen Unabhängigkeitskriege gegen das spanische Kolonialreich geschlossen. Nach der Wiedererlangung der Unabhängigkeit wurde 1818 ein Außenministerium als Teil des Innenministeriums eingerichtet. Dieses war bis 1871 tätig, bevor es zu einem eigenständigen Ministerium wurde, das direkt dem Kabinett des Präsidenten unterstand. Zwischen 1871 und 1941 änderte das Ministerium mehrmals seinen Namen und erhielt je nach Amtszeit des jeweiligen Präsidenten unterschiedliche Befugnisse und Aufgaben:
- Ministerium für Auswärtige Angelegenheiten und Kolonisation (1871–1887)
- Ministerium für Auswärtige Angelegenheiten und Kultus (1887–1888)

- Ministerium für Auswärtige Angelegenheiten, Kultus und Kolonisation (1888–1924)

- Ministerium für Auswärtige Angelegenheiten (1924–1930)

- Ministerium für Auswärtige Angelegenheiten und Handel (1930–1941)

- Ministerium für Auswärtige Angelegenheiten (1941–heute)

## Gebäude

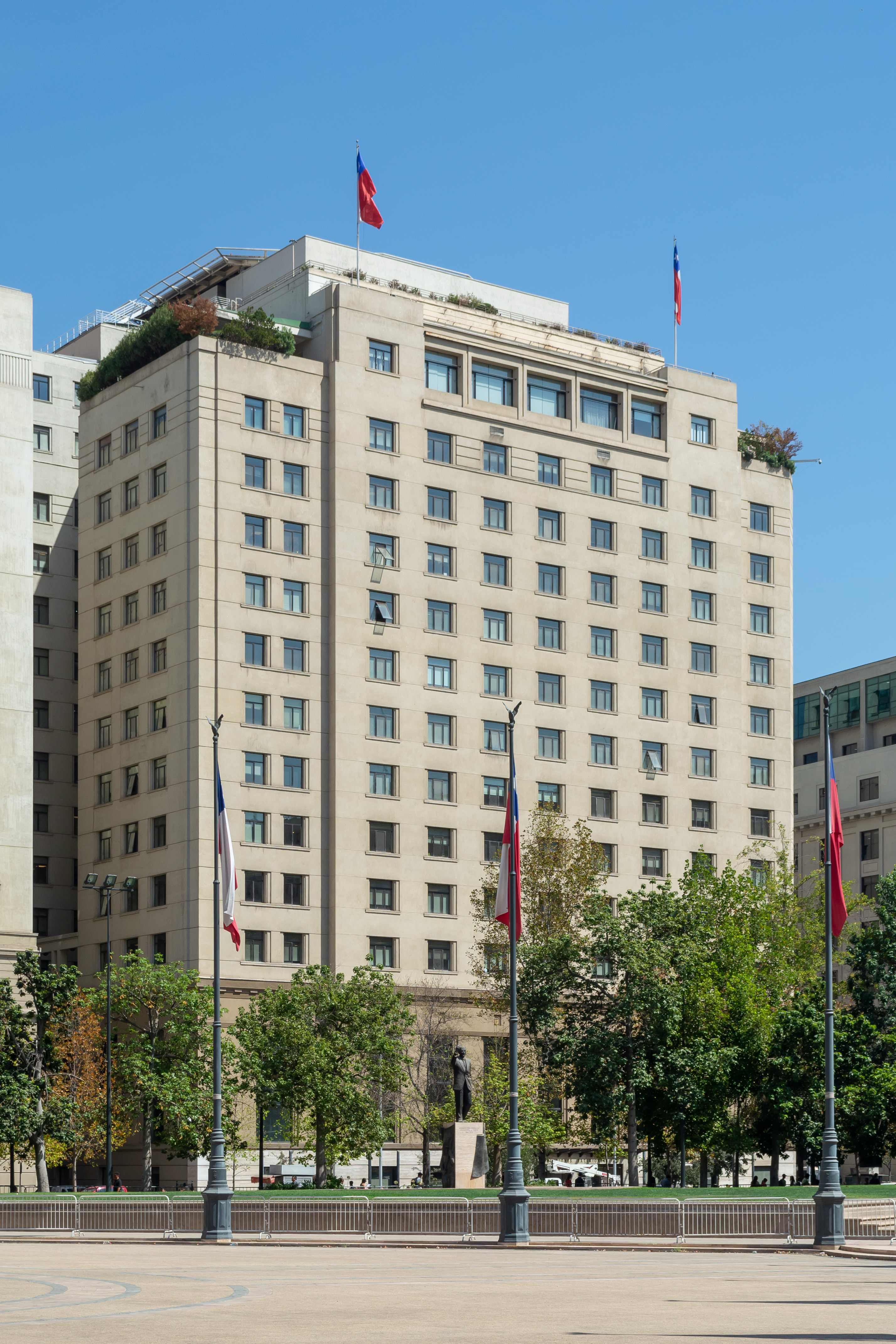
Ministeriumsgebäude

Der Hauptsitz des Ministeriums befindet sich im Gebäude José Miguel Carrera, gegenüber dem Platz der Verfassung (Plaza de la Constitución) und in unmittelbarer Nähe des Präsidentenpalastes La Moneda.

## Personal
Der höchste Repräsentant des Ministeriums ist der Außenminister, in Anlehnung an die Bezeichnung in anderen hispanoamerikanischen Ländern auch Kanzler genannt. Ihm sind zwei Staatssekretäre direkt unterstellt:
- Staatssekretär für Auswärtige Angelegenheiten
- Staatssekretär für Internationale Wirtschaftsbeziehungen

## Bildungseinrichtungen
Die Akademie für Diplomatie Andrés Bello (spanisch Academia Diplomática Andrés Bello) ist die Diplomatenakademie Chiles. Sie untersteht dem Ministerium für Auswärtige Angelegenheiten und ist für die Ausbildung und Weiterbildung von Angehörigen des diplomatischen Dienstes verantwortlich.